# Bergenhausen
Bergenhausen là một xã thuộc huyện Rhein-Hunsrück bang Rheinland-Pfalz, phía tây nước Đức. Xã Bergenhausen có diện tích 2,68 km², dân số thời điểm ngày 31 tháng 12 năm 2006 là 118 người.